# Thomas Cavalier-Smith
Thomas Cavalier-Smith (21 de outubro de 1942 - 19 de março de 2021) foi um biólogo inglês. Era professor de biologia da evolução na Universidade de Oxford, e foi responsável por grandes contribuições para o conhecimento da origem, relações filogenéticas e taxonomia dos Eucariotas e Procariotas.